# El Divisadero Fresno
El Divisadero Fresno är en ort i kommunen Soyaniquilpan de Juárez i delstaten Mexiko i Mexiko. Samhället hade 1 232 invånare vid folkräkningen 2020.